# 금성초등학교 (경북)
금성초등학교는 대한민국 경상북도 의성군에 있는 공립 초등학교이다.

## 학교 연혁
- 1947년 8월 25일 금성국민학교 설립 인가
- 1949년 9월 27일 금성국민학교 개교
- 1968년 3월 1일 금성국민학교 경애분교 설립 인가
- 1969년 3월 1일 경애분교장 개교
- 1979년 3월 1일 경북교위 지정 기계 체조 시범학교
- 1984년 3월 1일 경애분교장 폐교 및 본교 통폐합
- 1985년 3월 1일 경북교위 지정 시범학교(지역사회 학교)
- 1993년 9월 1일 도경국민학교 분교장 격하 편입
- 1995년 9월 1일 산운국민학교, 청로국민학교 폐교 및 본교 통폐합
- 1996년 3월 1일 의성교육청 지정 시범학교(책가방 없는날 운영)
- 1996년 3월 1일 금성초등학교 개편
- 1998년 3월 1일 경상북도교육청 지정 시범학교(경제교육)
- 1999년 9월 1일 조문초등학교 분교장 격하 편입
- 2003년 3월 1일 병설유치원 개원
- 2005년 3월 1일 조문분교장 폐교 및 본교 통폐합
- 2006년 3월 1일 도경분교장 폐교 및 본교 통폐합
- 2005년 3월 2일 교육부 지정 방과후 학교 정책 연구 학교 지정
- 2007년 3월 1일 경상북도지정 방과후학교 시범
- 2010년 3월 1일 상천초등학교 폐교 및 본교 통폐합, 농산어촌 전원학교 운영(3년간)
- 2013년 9월 1일 제21대 최병용 교장 부임
- 2014년 2월 13일 제60회 졸업(남: 7명, 여: 9명, 계 16명, 총수 5,419명)
- 2014년 9월 1일 제22대 이재교 교장 부임

## 참고 자료
- 금성초등학교 - 한국교육학술정보원 학교알리미